# Castelnuovo Parano
Castelnuovo Parano – miejscowość i gmina we Włoszech, w regionie Lacjum, w prowincji Frosinone.
Według danych na rok 2004 gminę zamieszkiwało 876 osób, 97,3 os./km².